# 1536 Pielinen
1536 Pielinen је астероид главног астероидног појаса чија средња удаљеност од Сунца износи 2,204 астрономских јединица (АЈ).
Апсолутна магнитуда астероида је 13,7.